# Елисаветинская богадельня
Елисаветинская богадельня была построена Елисеевыми в память безвременно умершей Елизаветы Григорьевны Елисеевой на Васильевском острове «для призрения престарелых и увечных в Санкт-Петербурге граждан».

## История
Для размещения богадельни в 1855 г. на 3-й линии Васильевского острова Елисеевы купили двухэтажный каменный дом с садом, архитектор Карл Карлович Андерсон в течение 1855-1856 годов приспособил его для нужд богадельни. На втором этаже богаделенного дома устроили домовую церковь во имя Святых Праведных Захарии и Елизаветы. Устав богадельни братьев Елисеевых Николай I утвердил 17 сентября 1854 года.
18 октября 1856 года церковь освятил митрополит Санкт-Петербургский Григорий, и этот день считается днем открытия богадельни. Именно эта дата была указана на фронтоне здания богадельни.
Для обеспечения деятельности заведения Елисеевы обязались выделить особый неприкосновенный капитал в 40 тыс. рублей, на проценты с которого богадельня и должна была существовать. Первоначально богадельня рассчитывалась на 15 мужчин и 25 женщин, затем неоднократно расширялась. Впоследствии размер капитала увеличивался Елисеевыми не раз и возрос до полумиллиона рублей, соответственно и само здание, и число призреваемых тоже увеличивались.
После Октябрьской революции вместо богадельни в доме разместили общежитие инвалидов войны им. Толмачева. С 1930 года — Ленинградский электротехникум связи им. Э. Т. Кренкеля, в настоящее время называемый Санкт-Петербургский колледж телекоммуникаций.